# カデキソマー・ヨウ素
カデキソマー・ヨウ素はヨウ素を包摂してゆっくりと放出することにより消毒作用を発揮するヨードフォアの一つである。カデキソマーはデキストリン（でんぷんの限定加水分解産物）をエピクロロヒドリンで架橋してゲル化し、さらにカルボキシメチル化して陽イオン交換能を導入した物質である。カデキソマー・ヨウ素はグルコース残基のつくるらせん状部分に乾燥重量で0.9％のヨウ素を担持している。